# Општина Ђаковица
Општина Ђаковица је територијална јединица у Србији, која се налази на Косову и Метохији и припада Пећком управном округу. Седиште општине је градско насеље Ђаковица. Према попису из 2011. године на подручју општине било је 94.556 становника. Ауто-путевима је повезана са другим градовима као што су Пећ, Призрен и Приштина. Налази се између централног дела покрајине и Албаније.

## Насељена места
Општина Ђаковица има површину 588 км2 и обухвата 83 насељена места:
| - Бабај Бокс - Бардонић - Бардосан - Батуша - Берјак - Бец - Бистражин - Брековац - Бровина - Вогово - Вранић - Годен - Горње Ново Село - Гргоц - Грчина - Гуска - Далашај | - Дамјане - Дева - Доблибаре - Доброш - Добрић - Дољ - Доњи Битеш - Доње Ново Село - Дужње - Дујак - Ђаковица - Ереч - Жабељ - Ждрело - Жуб - Зулфај - Јабланица | - Јанош - Јахоц - Кодралија - Кореница - Кошаре - Краљане - Кусар - Кушевац - Липовац - Лугађија - Љугбунар - Мармуле - Меја Оризе - Мећа - Моглица - Молић - Морина | - Нец - Нивоказ - Осек Паша - Осек Хиља - Паљабарда - Пацај - Петрушан - Пљанчор - Поношевац - Поповац - Радоњић - Ракоц - Рамоц - Рипај Маданај - Рацај - Рача - Рашкоц | - Раковина - Рогово - Скивјане - Смаћ - Смоница - Сопот - Стубла - Траканић - Ћерим - Ујз - Фираја - Фирза - Црмљане - Шеремет - Шишман |

## Становништво
Према попису из 1981. године општина Ђаковица је већински насељена Албанцима. Након рата 1999. године већина Срба и Црногораца је напустила општину.
| Етнички састав према попису из 1961.‍ | Етнички састав према попису из 1961.‍ | Етнички састав према попису из 1961.‍ | Етнички састав према попису из 1961.‍ | Етнички састав према попису из 1961.‍ |
| ------------------------------------ | ------------------------------------ | ------------------------------------ | ------------------------------------ | ------------------------------------ |
|                                      |                                      |                                      |                                      |                                      |
| Албанци                              | Албанци                              |                                      | 47,864                               | 89,8%                                |
| Црногорци                            | Црногорци                            |                                      | 2.805                                | 5,3%                                 |
| Срби                                 | Срби                                 |                                      | 2.180                                | 4,1%                                 |
| Укупно: 53.270                       |                                      |                                      |                                      |                                      |

| Етнички састав према попису из 1981.‍ | Етнички састав према попису из 1981.‍ | Етнички састав према попису из 1981.‍ | Етнички састав према попису из 1981.‍ | Етнички састав према попису из 1981.‍ |
| ------------------------------------ | ------------------------------------ | ------------------------------------ | ------------------------------------ | ------------------------------------ |
|                                      |                                      |                                      |                                      |                                      |
| Албанци                              | Албанци                              |                                      | 87.588                               | 94,9%                                |
| Црногорци                            | Црногорци                            |                                      | 1.953                                | 2,1%                                 |
| Срби                                 | Срби                                 |                                      | 1.898                                | 2,1%                                 |
| Муслимани                            | Муслимани                            |                                      | 278                                  | 0,3%                                 |
| Укупно: 92.203                       |                                      |                                      |                                      |                                      |

| Етнички састав према попису из 2011.‍ | Етнички састав према попису из 2011.‍ | Етнички састав према попису из 2011.‍ | Етнички састав према попису из 2011.‍ | Етнички састав према попису из 2011.‍ |
| ------------------------------------ | ------------------------------------ | ------------------------------------ | ------------------------------------ | ------------------------------------ |
|                                      |                                      |                                      |                                      |                                      |
| Албанци                              | Албанци                              |                                      | 87.672                               | 92,7%                                |
| Египћани                             | Египћани                             |                                      | 5.117                                | 5,4%                                 |
| Роми                                 | Роми                                 |                                      | 738                                  | 0,8%                                 |
| Ашкалије                             | Ашкалије                             |                                      | 613                                  | 0,6%                                 |
| Укупно: 94.556                       |                                      |                                      |                                      |                                      |